# KR Þróttur
El KR Þróttur, conocido también como Throttur, es un equipo de fútbol de Islandia que juega en la 2. deild karla, la tercera división nacional.

## Historia
Fue fundado el 5 de agosto de 1949 en la capital Reikiavik como un equipo multideportivo con secciones el voleibol, balonmano y tenis; destacando la sección de voleibol masculino, la cual ha ganado más de 14 campeonatos nacionales desde 1974 y la de balonmano que ganó el título nacional en 1981.
El club de fútbol a diferencia del resto de secciones históricamente ha estado con un perfil bajo, logrando jugar por primera vez en la Urvalsdeild Karla en la temporada 1959, temporada en la que terminó en último lugar entre 10 equipo y descendío de categoría. Luego estuvo en dos temporadas en la primera división en los años 1960 descendiendo en ambas ocasiones tras una temporada.
En 1978 el club se mantiene en la primera división al terminar en séptimo lugar, permaneciendo por tres temporadas hasta que desciende en 1980. En 1983 jega nuevamente en la Urvalsdeild Karla por tres temporadas luego de descender en 1985.
En 2007 se vio beneficiado por la expansión de equipos en la primera división a 12 y logró el regreso a la primera categoría, donde esta vez jugó dos temporadas y descendío en 2009.

## Palmarés
- 1. deild karla: 6

1958, 1963, 1965, 1977, 1982, 1997
- 2. deild karla: 1

1990